# Ellen Willis
Ellen Jane Willis (New York, 14 dicembre 1941 – New York, 9 novembre 2006) è stata una saggista, critica musicale e giornalista statunitense.
Una raccolta del 2014 dei suoi saggi, The Essential Ellen Willis, ha ricevuto il National Book Critics Circle Award for Criticism.

## Biografia
Willis nacque a Manhattan da una famiglia ebraica e crebbe nei distretti del Bronx e del Queens a New York. Suo padre era un tenente del dipartimento di polizia di New York City. Willis frequentò il Barnard College e studiò letteratura comparata all'Università della California - Berkeley.
Al momento della sua morte era professoressa nel dipartimento di giornalismo della New York University e capo del suo Center for Cultural Reporting and Criticism.
Morì nel 2006 di cancro ai polmoni.

## Carriera
Alla fine degli anni '60 e '70 fu la prima critica di musica pop per The New Yorker, e in seguito scrisse per il Village Voice, The Nation, Rolling Stone, Slate e Salon, nonché per Dissent, dove fu anche in redazione.

### Scrittura e attivismo
Willis era nota per le sue politiche femministe e fu un membro di New York Radical Women e successivamente co-fondatrice all'inizio del 1969 con Shulamith Firestone del gruppo femminista radicale Redstockings. Fu una delle poche donne a lavorare nella critica musicale durante i suoi anni inaugurali, quando il campo era prevalentemente maschile. A partire dal 1979 scrisse una serie di saggi che erano molto critici nei confronti del femminismo anti-pornografico, criticandolo per quello che vedeva come il suo puritanesimo sessuale e autoritarismo morale, nonché la sua minaccia alla libertà di parola. Questi saggi furono tra le prime espressioni di opposizione femminista al movimento anti-pornografia in quelle che divennero note come guerre sessuali femministe. Il suo saggio del 1981 Lust Horizons: Is the Women's Movement Pro-Sex? è l'origine del termine "femminismo pro-sesso".
In diversi saggi e interviste scritti dopo gli attacchi dell'11 settembre, sostenne cautamente l'intervento umanitario e, pur contraria all'invasione dell'Iraq del 2003, criticò alcuni aspetti del movimento pacifista.
Scrisse una serie di saggi sull'antisemitismo e fu particolarmente critica nei confronti dell'antisemitismo di sinistra. Di tanto in tanto trattò il giudaismo stesso, scrivendo un saggio particolarmente degno di nota sul viaggio spirituale di suo fratello come Baal Teshuva per Rolling Stone nel 1977.
Vedeva l'autoritarismo politico e la repressione sessuale come se fossero strettamente legati, un'idea avanzata per la prima volta dallo psicologo Wilhelm Reich: gran parte degli scritti di Willis porta avanti un'analisi reichiana o freudiana radicale di tali fenomeni. Nel 2006 stava lavorando a un libro sull'importanza del pensiero psicoanalitico radicale per le attuali questioni sociali e politiche.
The Essential Ellen Willis ha vinto il National Book Critics Circle Award nel 2014.
Ellen Willis è presente nel film di storia femminista She's Beautiful When She's Angry.

### Critica rock
Willis fu la prima critica musicale popolare per The New Yorker, tra il 1968 e il 1975. In quanto tale, fu una dei primi critici musicali americani a scrivere per un pubblico nazionale. Ottenne il lavoro dopo aver pubblicato un solo articolo sulla musica popolare intitolato Dylan nella rivista underground Cheetah nel 1967. Inoltre pubblicò recensioni sulla musica popolare in Rolling Stone, The Village Voice e per note di copertina e antologie di libri, in particolare il suo saggio sui Velvet Underground per l'antologia "desert island disc" di Greil Marcus Stranded (1979). Richard Goldstein ha definito il suo lavoro come "liberazionista" nel suo cuore e ha detto che "Ellen, Emma Goldman e Abbie Hoffman fanno parte di una tradizione perduta: i radicali del desiderio".
Fu amica di molti critici contemporanei, tra cui Robert Christgau (con il quale ebbe una relazione), Georgia Christgau, Greil Marcus e Richard Goldstein. Christgau, Joe Levy, Evelyn McDonnell, Joan Morgan e Ann Powers l'hanno citata come un'influenza sulle loro carriere e stili di scrittura.  Nel 2011 fu pubblicata la sua prima raccolta di recensioni musicali e saggi intitolata Out of the Vinyl Deeps, curata da sua figlia Nona Willis-Aronowitz. Ellen Willis "ha celebrato la serietà del piacere e ha assaporato il piacere di pensare seriamente", recita una recensione del New York Times .

## Opere e pubblicazioni

### Libri
- Willis, Ellen, Questions Freshmen Ask: A Guide for College Girls, New York, Dutton, 1962, LCCN 62007824.
- Willis, Ellen, Beginning to See the Light: Pieces of a Decade, New York, Knopf : distributed by Random House, 1981, ISBN 0-394-51137-9.
- Willis, Ellen, Beginning to See the Light: Sex, Hope, and Rock-and-Roll. 2d ed., Hanover, Wesleyan, 1992, ISBN 0-8195-6255-6.
- Willis, Ellen, No More Nice Girls: Countercultural Essays, Hanover, NH, Published by University Press of New England [for] Wesleyan University Press, 1992, ISBN 0-8195-5250-X.
- Willis, Ellen, Don't Think, Smile!: Notes on a Decade of Denial, Beacon Press, 1999, ISBN 0-8070-4320-6.
- Ellen Willis, Out of the Vinyl Deeps: Ellen Willis on Rock Music, University of Minnesota Press, 2011, ISBN 978-0-8166-7283-7.
- Willis, Ellen, The Essential Ellen Willis, a cura di Willis-Aronowitz, University of Minnesota, 2014, ISBN 978-0-8166-8121-1.
- Echols, Alice, Daring to Be Bad: Radical Feminism in America 1967-1975, University of Minnesota Press, 1989, ISBN 0-8166-1786-4. Willis wrote the foreword.

### Opere selezionate
- "Ellen Willis's Reply", 1968.
- "Women and the Myth of Consumerism" Archiviato il 10 ottobre 2017 in Internet Archive., Ramparts, 1969.
- "Hell No, I Won't Go: End the War on Drugs", Village Voice, September 19, 1989.
- "Vote for Ralph Nader!", Salon, November 6, 2000.
- "The Realities of War" (A response to Elaine Scarry's “Citizenship in Emergency”), Boston Review, October/November 2002.
- "The Pernicious Concept of 'Balance'", The Chronicle of Higher Education, September 9, 2005.